# Ipuwer-papyrusen

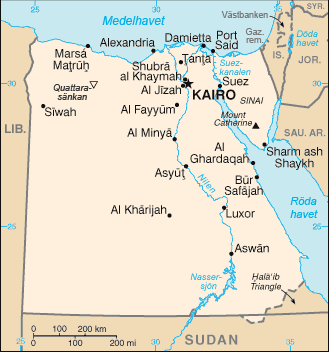
Fyndplatsen Thebe ligger nära Luxor

Ipuwer-papyrusen (även The Admonitions of Ipuwer / Ipuwers förmaningar och The Dialogue of Ipuwer and the Lord of All / Ipuwers dialog med Herren över allt) är ett papyrusfynd från forntidens Egypten och innehåller texter om händelser som liknar Egyptens tio plågor. Manuskriptet dateras till cirka 1500-talet f.Kr. och förvaras idag på Rijksmuseum van Oudheden i Leiden.

## Manuskriptet
Ipuwer-papyrusen är ett enda papyrusark och dateras till cirka 1500-talet f. Kr kring tiden efter farao Senusret III regeringstid och före Hyksosvandringen. Texten är skriven i hieratisk skrift och skriven på rectosidan av arket.
Texten beskriver ett Egypten drabbat av naturkatastrofer och i socialt kaos, där de fattiga blivit rika och de rika blivit fattiga, en värld där krig, svält och död finns överallt. Texten anses vara ett dokument för den oroliga perioden under Andra mellantiden. De beskrivna händelserna liknar Egyptens tio plågor i Andra Moseboken inför Uttåget ur Egypten och anses därför av många religionsforskare stärka Bibelns berättelser.

## Historia
Det är inte känt när papyrusen skrevs men författaren namn var Ipuwer. Forskare förmodar att detta bevarade manuskript är gjort under Nya riket som en avskrift av ett äldre papyrusark då författaren allmänt anses ha levt under Mellersta riket eller Andra mellantiden.
1828 införskaffade svenske Johann d' Anastasy, som då var svensk generalkonsul i Alexandria och samlade på papyrus, en stor mängd manuskript från ett fynd vid utgrävningar nära Thebe där manuskriptet är del i en större samling. D'Anastasy sålde senare större delen av sin samling (där även Stockholmspapyrusen och Leiden X-papyrusen ingick) till Nederländerna.
I Nederländernas fördes manuskripten till Rijksmuseum van Oudheden (Riksmuseet för antikviteter) i Leiden.
1909 publicerades den första översättningen "The admonitions of an Egyptian sage from a hieratic papyrus in Leiden (Pap. Leiden 344 recto)" gjord av Alan Henderson Gardiner och utgiven av J. C. Hinrichs förlag i Leipzig.
Manuskriptets arkivnummer i Rijksmuseum van Oudheden är Papyrus Leiden 344